# Microsoft Baseline Security Analyzer
 (août 2020).
 (août 2020).
Si vous disposez d'ouvrages ou d'articles de référence ou si vous connaissez des sites web de qualité traitant du thème abordé ici, merci de compléter l'article en donnant les références utiles à sa vérifiabilité et en les liant à la section « Notes et références ».
Microsoft Baseline Security Analyzer (MBSA) est un outil fourni par Microsoft afin d’aider à l’analyse des problèmes de sécurité dans Microsoft Windows.
Il permet ceci en scannant le système d’exploitation sur des problèmes de sécurité dans Windows, dans des composants Windows comme le serveur web d’application IIS, Microsoft SQL Server, et Microsoft Office. Un exemple de problème de sécurité pourrait être la mauvaise configuration des permissions sur un des répertoires du dossier wwwroot d’un IIS, permettant ainsi une modification non désirée de fichiers par des personnes extérieures.
Les versions 1.2.1 et précédentes fonctionnent avec Windows 2000, XP, and 2003, prennent en charge IIS versions 5 à 6, SQL Server 7 and 2000, Internet Explorer 5.01 et supérieures, et Microsoft Office 2000 à 2003. La version 2.0 ajoute une prise en charge de Microsoft Office XP et de n’importe quel autre logiciel pris en charge par Windows Update. La version 2.0.1 est une mise à jour de MBSA 2.0 qui est compatible avec la nouvelle version du fichier de scan hors-ligne de Windows Update (WU). MBSA 2.1 maintient les fonctionnalités courantes de MBSA 2.0.x mais ajoute également la prise en charge de Windows Vista.
La version 2.3 ajoute le support de Windows 8, Windows 8.1, Windows Server 2012 et Windows Server 2012 R2. Il est précisé que Windows 2000 ne sera plus supporté dans les prochaines versions 
En date de mai 2018, ce dernier est remplacé par Windows Update Agent pour rechercher des mises à jour hors-ligne